# Parafia Świętej Trójcy w Kłotnie
Parafia Świętej Trójcy w Kłotnie – rzymskokatolicka parafia położona we wsi Kłotno. Administracyjnie należy do diecezji włocławskiej (dekanat kowalski).
Odpust parafialny odbywa się w Święto Trójcy Świętej – niedziela po Zesłaniu Ducha Świętego.

## Duszpasterze
- Proboszcz: ks. kan. Ryszard Pospieszyński (od 2000) – wicedziekan dekanatu kowalskiego

## Kościoły
- Kościół parafialny: Kościół św. Trójcy w Kłotnie